# هینیکن مالزی
هینیکن مالزی (انگلیسی: Heineken Malaysia) شرکت نوشیدنی مالزیایی است، که در سال ۱۹۶۴ تأسیس شد.